# Resultados do Carnaval de Recife em 2007
Resultados do Carnaval de Recife em 2007.

## Escola de samba
| Grupo Especial | Grupo Especial   | Grupo Especial |
| Colocação      | Entidade         | Ref.           |
| -------------- | ---------------- | -------------- |
| 1º             | Deixa Falar      | [ 1 ]          |
| 2º             | Galeria do Ritmo | [ 1 ]          |

## Maracatu do Baque Virado
| Grupo Especial | Grupo Especial    | Grupo Especial |
| Colocação      | Entidade          | Ref.           |
| -------------- | ----------------- | -------------- |
| 1º             | Estrela Brilhante | [ 1 ]          |
| 2º             | Leão da Campina   | [ 1 ]          |

## Caboclinho
| Grupo Especial | Grupo Especial | Grupo Especial |
| Colocação      | Entidade       | Ref.           |
| -------------- | -------------- | -------------- |
| 1º             | Kapinawa       | [ 1 ]          |
| 2º             | Canindé        | [ 1 ]          |

## Maracatu do Baque Solto
| Grupo Especial | Grupo Especial         | Grupo Especial |
| Colocação      | Entidade               | Ref.           |
| -------------- | ---------------------- | -------------- |
| 1º             | Cruzeiro do Forte      | [ 1 ]          |
| 2º             | Leão Formoso de Olinda | [ 1 ]          |

## Clube de Boneco
| Grupo Especial | Grupo Especial             | Grupo Especial |
| Colocação      | Entidade                   | Ref.           |
| -------------- | -------------------------- | -------------- |
| 1º             | Seu Malaquias              | [ 1 ]          |
| 2º             | O Garoto da Ilha do Maruim | [ 1 ]          |

## Clube de Frevo
| Grupo Especial | Grupo Especial  | Grupo Especial |
| Colocação      | Entidade        | Ref.           |
| -------------- | --------------- | -------------- |
| 1º             | Bola de Ouro    | [ 1 ]          |
| 2º             | Girafa Em Folia | [ 1 ]          |

## Bloco de Pau e corda
| Grupo Especial | Grupo Especial      | Grupo Especial |
| Colocação      | Entidade            | Ref.           |
| -------------- | ------------------- | -------------- |
| 1º             | Banhistas do Pina   | [ 1 ]          |
| 2º             | Batutas de São José | [ 1 ]          |

## Troça
| Grupo Especial | Grupo Especial       | Grupo Especial |
| Colocação      | Entidade             | Ref.           |
| -------------- | -------------------- | -------------- |
| 1º             | Abanadores do Arruda | [ 1 ]          |
| 2º             | Tô Chegando Agora    | [ 1 ]          |

## Urso
| Grupo Especial | Grupo Especial       | Grupo Especial |
| Colocação      | Entidade             | Ref.           |
| -------------- | -------------------- | -------------- |
| 1º             | Cangaçá de Água Fria | [ 1 ]          |
| 2º             | Branco do Zé         | [ 1 ]          |

## Boi
| Grupo Especial | Grupo Especial | Grupo Especial |
| Colocação      | Entidade       | Ref.           |
| -------------- | -------------- | -------------- |
| 1º             | Boi Faceiro    | [ 1 ]          |
| 2º             | Boi Estrela    | [ 1 ]          |